# Hugo Carvajal

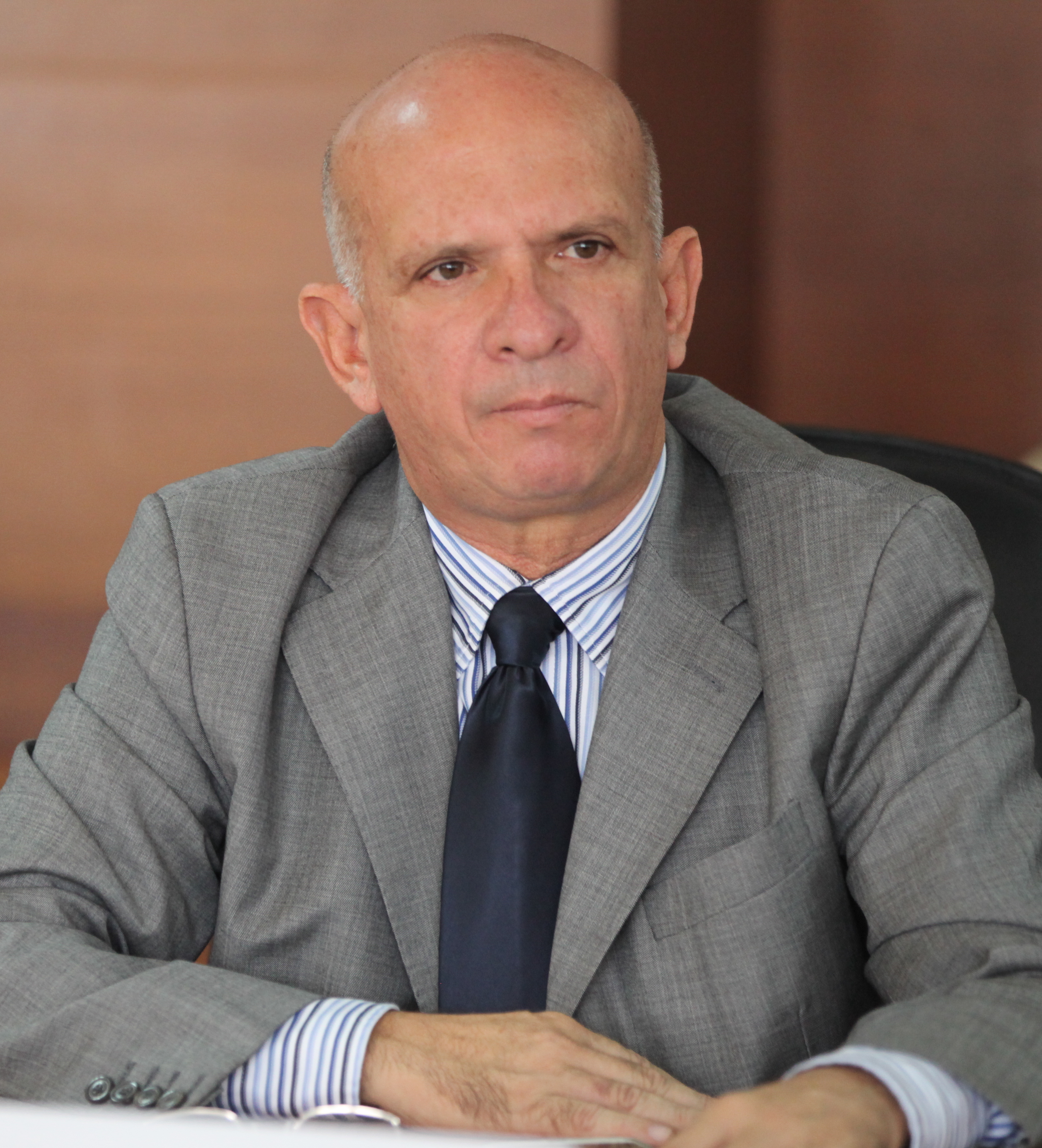
Hugo Carvajal (2016)

Hugo Armando Carvajal Barrios (* 1. April 1960 in Puerto La Cruz, Anzoátegui) ist ein venezolanischer Politiker (PSUV), ehemaliger Chef des Militärgeheimdienstes und sowohl ehemaliger General als auch Diplomat. Ende Februar 2019 wandte er sich öffentlich vom derzeitigen venezolanischen Präsidenten Nicolás Maduro ab und sprach sich für die Unterstützung des selbsternannten Interimspräsidenten Juan Guaidó aus.

## Leben

### Herkunft und Ausbildung
Carvajal wuchs auf einer Rinderfarm unweit von Punta de Mata im Bundesstaat Monagas auf, wo er die Grundschule besuchte. Danach besuchte er bis Juli 1977 die Militärschule José Antonio Anzoátegui in Puerto Píritu. Anschließend besuchte er die venezolanische Militärakademie, die er im Juli 1981 im Range eines Leutnants abschloss.
Auf der Militärakademie lernte er den späteren Staatschef Hugo Chávez kennen, mit dem er sich anfreundete.

### Karriere

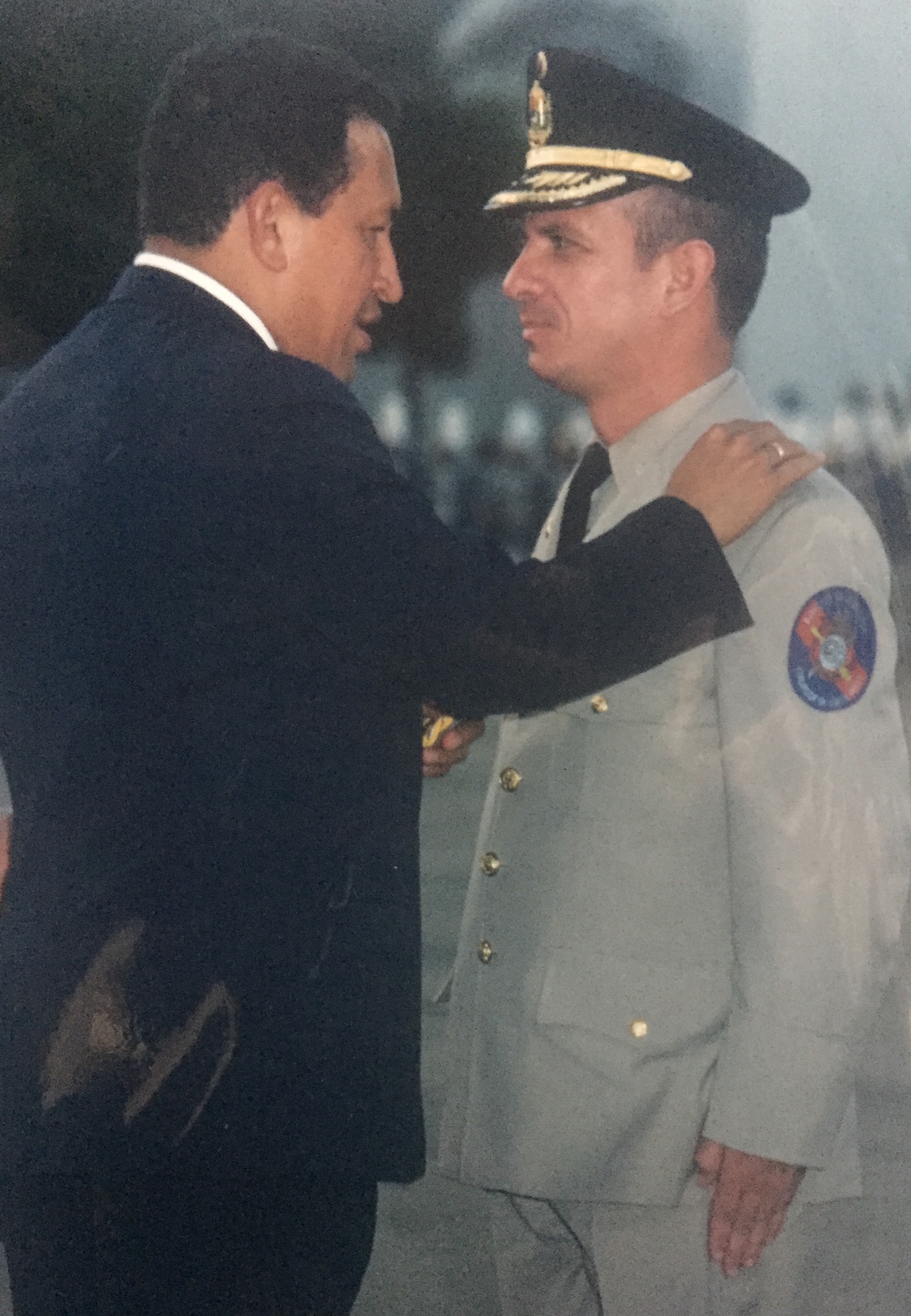
Hugo Chávez und Carvajal

1992 gehörte er zum Kreis jener Soldaten der Streitkräfte Venezuelas, die zusammen mit Chávez eine Rebellion gegen den seinerzeitigen Präsidenten Carlos Andrés Pérez anzettelten und deswegen festgenommen wurden.
Während der Präsidentschaft von Hugo Chávez kommandierte Carvajal 1999 das Bataillon Capitán Manuel Toro und im Jahr 2000 wurde er zum Oberst befördert. Gleichzeitig wurde er als Ermittlungsdirektor in die Generaldirektion des militärischen Nachrichtendienstes berufen und übte diesen Posten während der nächsten drei Jahre aus.
2004 wurde er zum Brigadegeneral befördert und übernahm im Juli 2004 die Leitung des militärischen Nachrichtendienstes, die er bis zum Ende des Jahres 2011 ausübte.
Laut einem Spiegel-Bericht vom 19. Mai 2008 bestätigte der damalige Interpol-Generalsekretär Ronald Noble – nach Auswertung der vom Kolumbianischen Militär in Ecuador sichergestellten Datenträger des im März 2008 getöteten FARC-Sprechers Raúl Reyes –, dass Carvajal der kolumbianischen Guerilla FARC die Lieferung von 20 Granatwerfern in Aussicht stellte, um Hilfe bei der Ausbildung venezolanischer Truppen zu erhalten.
Im September 2008 beschuldigte das Amt für Kontrolle von Auslandsvermögen (OFAC) des Finanzministeriums der Vereinigten Staaten Hugo Carvajal, die FARC bei ihren Aktivitäten im Bereich des Drogenhandels zu unterstützen, indem er sie bei Drogenbeschlagnahmen, Waffenlieferungen und der Bereitstellung venezolanischer Behördenunterlagen schützte. Carvajal unterliegt seit dem 12. September 2008 dem Continuing Criminal Enterprise Statute und wird somit sanktioniert.
2012 ging er im Range des Generalmajors in den Ruhestand und wurde anschließend zum stellvertretenden Minister des militärischen Geheimdienstes (DGCIM) ernannt. Von dieser Position aus gründete und leitete er 2012 das Nationale Büro gegen das organisierte Verbrechen und die Terrorismusfinanzierung. Im April 2013 übernahm er auf Wunsch von Chávez erneut die Leistung des DGCIM und übte diesen Posten bis zum Januar 2014 aus.
Im Januar 2014 ernannte ihn Nicolás Maduro zum Generalkonsul der 25 Kilometer nördlich von Venezuela liegenden niederländischen Karibik-Insel Aruba. Dort wurde Carvajal im Juli 2014 auf Betreiben der US-Behörde festgenommen. Wegen Verbindungen zum Drogenhandel und zur kolumbianischen FARC sollte er an die USA ausgeliefert werden, wurde jedoch nach zwei Tagen wieder freigelassen.
Dem Factsheet „Lebanon & Hezbollah“ der von Sheldon Adelson finanzierten Washingtoner Nonprofit-Organisation Endowment for Middle East Truth (EMET) zur Folge war Carvajal der „Hauptmann zwischen Venezuela und dem Iran, der Quds-Truppe, der Hisbollah und dem Kokainschmuggel“.

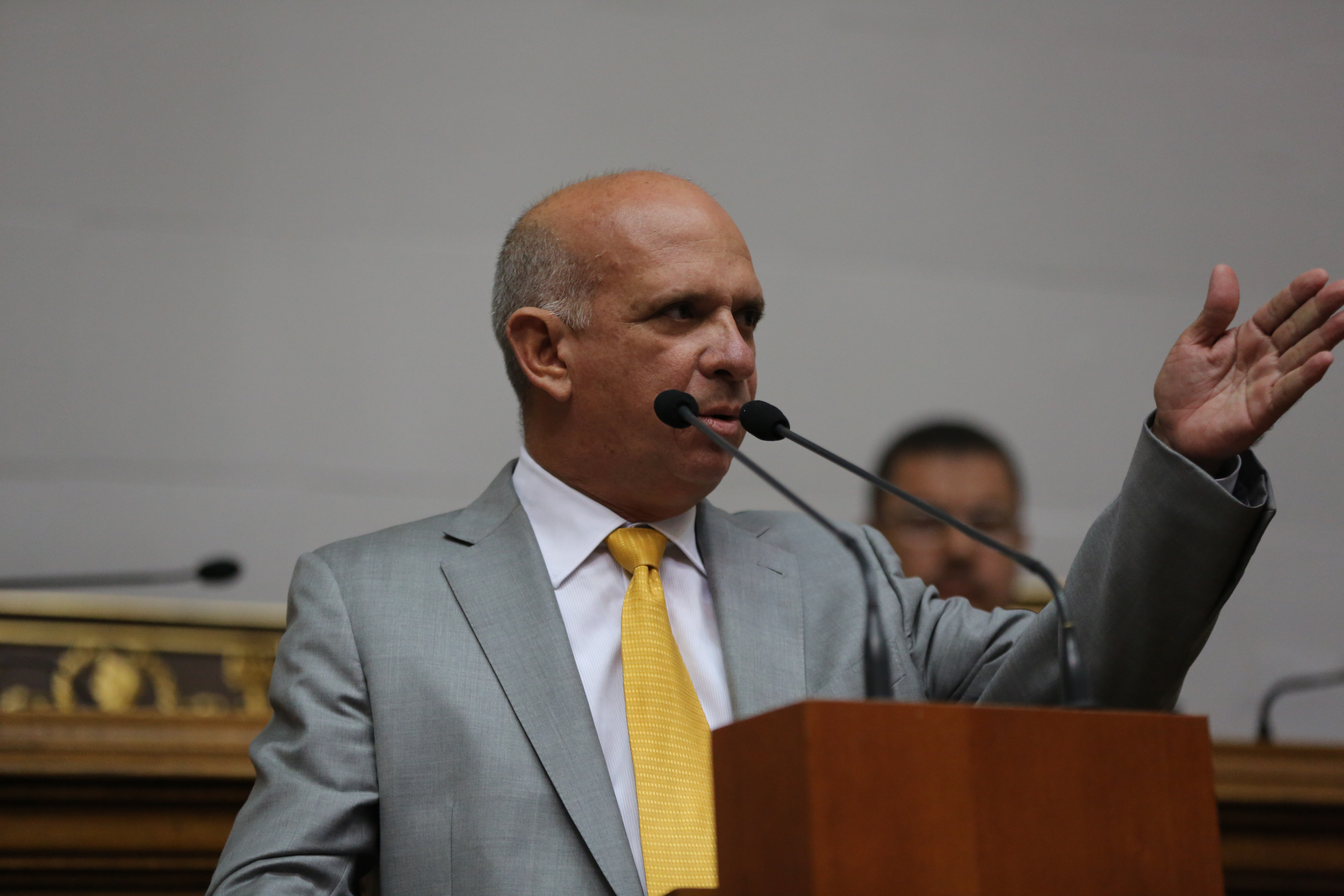
Hugo Carvajal als Abgeordneter in der Nationalversammlung (2016)

Politisch aktiv wurde Carvajal erstmals im Mai 2015, als ihn die regierende Sozialistische Partei (PSUV) in seinem Heimatbundesstaates Monagas zu ihrem Kandidaten für die Parlamentswahl in Venezuela 2015 nominierte. Im späteren Wahlkampf warfen Mitglieder der oppositionellen Partei Voluntad Popular ihm vor, er suche mit einer Kandidatur die Immunität, wegen Haftbefehlen aus den USA. Am 5. Januar 2016 zog er mit 50,05 Prozent der Stimmen als Abgeordneter der PSUV in die Nationalversammlung von Venezuela ein. Diese amtierte die volle Legislaturperiode; am 6. Dezember 2020 fand die nächste Parlamentswahl statt.
Um von der schwarzen Liste des Drogenhandels in den USA und den damit verbundenen Sanktionen entfernt zu werden, plante Carvajal Anfang 2017 in die Vereinigten Staaten zu gehen, um dort seine Anschuldigungen untersuchen zu lassen.
Während der im Januar 2019 aufkommenden Regierungskrise in Venezuela wandte sich Carvajal von Spanien aus am 21. Februar 2019 erstmals öffentlich gegen den umstrittenen Präsidenten Maduro und bezeichnete ihn als einen Diktator mit einem korrupten inneren Zirkel, der in Drogenhandel verwickelt sei und die Korruption fördere. Er forderte das Militär auf, sich Maduros Blockade von USAID-Hilfslieferungen – beispielsweise auf der Tienditas-Brücke, wo das Venezuela Aid Live stattfand – zu widersetzen. An die Generäle richtete er die rhetorische Frage, mit welchem Recht sie humanitäre Hilfe unterbinden wollten, die dazu da sei, Leben zu retten. Gleichzeitig sprach Carvajal sich für die Unterstützung des Oppositionsführers Juan Guaidó aus.
Im März 2019 wurde ihm in Venezuela der Rang eines Generalmajors aberkannt wegen der Anerkennung Juan Guaidós als Interimspräsident. Mitte März 2019 floh Carvajal – Medienberichten zufolge – mit einem Boot von Venezuela aus in die Dominikanische Republik und von dort mit falschen Papieren nach Spanien, wo sein Sohn und die Familie lebt. Kurz nachdem Elliott Abrams, der US-Sonderbeauftragte für die „Wiederherstellung der Demokratie in Venezuela“ hochrangige spanische Beamte in Madrid getroffen hatte, wurde am 12. April 2019 Carvajal in Madrid festgenommen; eine Auslieferung in die USA solle geprüft werden. Laut Angaben der oppositionellen, venezolanischen Investigativ-Journalistin Ibéyise Pacheco war es keine Verhaftung, sondern um eine Vereinbarung, die Carvajals Bereitschaft zur Zusammenarbeit mit den US-Behörden zum Ausdruck bringen sollte. Zuvor seien Agenten des venezolanischen Geheimdienstes nach Spanien gereist, um Carvajal dort zu entführen, was verhindert worden sei.
Er wurde nach Ablehnung der Auslieferung 2019 freigelassen, sollte später doch ausgeliefert werden und tauchte dann unter. Er wurde im September 2021 in Madrid verhaftet.